# Čajdrak
Çadrak en albanais et Čajdrak en serbe latin (en serbe cyrillique : Чајдрак) est une localité du Kosovo située dans la commune/municipalité de Theranda/Suva Reka et dans le district de Prizren/Prizren. Selon le recensement de 2011, elle compte 162 habitants, tous albanais.

## Démographie

### Évolution historique de la population dans la localité
| 1948 | 1953 | 1961 | 1971 | 1981 | 1991 | 2011 |
| ---- | ---- | ---- | ---- | ---- | ---- | ---- |
| 268  | 287  | 304  | 331  | 338  | 423  | 162  |

|  |